# CM병원
CM병원 또는 씨엠병원은 서울특별시 영등포구 영등포로36길 13 에 위치한 종합병원이다.
보건복지부 인증 관절전문 종합병원으로 어깨관절센터, 무릎관절센터, 족부관절센터, 척추센터, 신경과/내과/건강증진센터/진단검사의학과/부인과를 운영하고 있다.
3대를 이어 정형외과 전문의의 길을 걷고 있는 병원으로 75년의 역사를 가지고 있는 병원. 그만큼 관절-척추에 대한 노하우가 확실한 병원으로 평가받는다. 
대한체육회 국가대표 선수촌 지정 병원으로, 수많은 국가대표 선수들과 프로스포츠 스타 선수들이 몸 관리를 위해 찾는 병원으로 유명하다. 이상훈 병원장은 국내 최초 IOC 인증 전문의로서 대한민국에 스포츠 의학이라는 분야를 만들어낸 인물로 알려져있다.

## 연혁
- 1949년 10월 8일 연합병원 설립
- 1978년 5월 2일 연합병원에서 충무병원으로 개칭
- 1984년 3월 1일 종합병원으로 승격
- 2011년 10월 1일 병원 증축
- 2013년 1월 28일 충무병원에서 CM충무병원으로 개칭
- 2016년 10월 20일 CM충무병원에서 CM병원으로 개칭
- 2019년 11월 4일 별관 확장 이전
- 2022년 11월 2일 보건복지부 3주기 의료기관 인증( ~ 2026.11.01)
- 2023년 12월 3회 연속 보건복지부 관절전문병원 지정( ~2026.12.31)